# Sabrina De Carlo
Pour les articles homonymes, voir Carlo.
Sabrina De Carlo, née le 8 juillet 1988 à Latisana (Italie), est une femme politique italienne.

## Biographie
Sabrina De Carlo naît le 8 juillet 1988 à Latisana, en Frioul-Vénétie Julienne.
Elle est élue députée dans la circonscription Frioul-Vénétie Julienne lors des élections générales de 2018.